# Pietro Alima
Pietro Alima (fl. XVI secolo) è stato un pittore italiano del XV secolo, attivo nelle Marche.
Recentemente il suo corpus artistico è stato riattribuito a Pierpalma da Fermo ampliandone l'attività alle province di Fermo, Macerata e Amatrice.

## Biografia
Il 12 aprile 1466 a Torre San Patrizio, nell'oratorio di Santa Maria delle Rose, Pietro Alima firmò l'affresco raffigurante la Madonna delle Rose e santi Nicola da Tolentino e Antonio di Padova . 
Nel 1930 Luigi Serra ne dette una breve descrizione: «Il dipinto occupa la superficie di una nicchia a sesto acuto e rappresenta sopra un fondo unito la Madonna seduta in trono, intenta a dar latte al Bambino ch'Ella sostiene sul braccio destro, mentre due santi monaci, quello a destra con pisside e un volume, l'altro con un volume soltanto, stanno ai lati, in piedi: due angeli in atto di gettar rose si librano in alto, e al sommo, entro una specie di lunetta mistilinea determinata dall'arcobaleno incurvato al di sotto della cuspide del riquadro, domina il Redentore mostrando con la sinistra un libro aperto e benedicendo con la destra». Il Serra assegnò il dipinto al pittore Pietro Alamanno, attribuzione respinta nel 1951 da Pietro Zampetti. 
Negli anni 1460-62 è probabile che il pittore abbia lavorato a Patrignone, insieme a Giacomo da Campli. In quest'ultimo anno, probabilmente, dipinse a Monterubbiano, insieme a Cola da Santa Vittoria, nella cappella di Santa Caterina della chiesa di San Giovanni . 
Il 24 luglio 1461 il comune di Ripatransone decise di erigere una cappella nella chiesa di San Domenico in onore di san Vincenzo Ferrer, affidandone la decorazione pittorica a magistro Jacobo de Camplo e a un non meglio specificato "Magistro Albanesi", da Giuseppe Crocetti riconosciuto col nostro Pietro Alima. ipotesi questa recentemente confutata.
Dopo l'affresco di Torre San Patrizio, Pietro, seguendo sempre la ricostruzione proposta dallo studioso, doveva dipingere a San Ginesio l'affresco raffigurante la Madonna degli angeli (San Ginesio, Pinacoteca comunale "Scipione Gentili"), distaccato dalla chiesa della Madonna della Neve, o della Scaletta, crollata in parte nel 1969. Di lì a poco Pietro Alima lavorava a Loro Piceno, nella chiesa di Santa Maria di Piazza, prima proprietà dell'abbazia di Farfa, poi passata a quella di Santa Maria di Chiaravalle di Fiastra. Per Giuseppe Crocetti, anche alcuni affreschi in quest'ultimo edificio sacro, datati 1473, sono da attribuire a Pietro Alima. Nella cappella dell'altare maggiore è dipinta una Crocifissione, riferita però a Stefano Folchetti , affiancata dalle immagini di San Benedetto e di San Bernardo.
Nell'oratorio di Santa Monica a Fermo è affrescata una Madonna dell'umiltà, datata 1474, attribuita a Pietro Alima, che per Giuseppe Crocetti dovette usare lo stesso cartone della Madonna delle rose di Torre San Patrizio . 
Nella parrocchiale di Configno, frazione di Amatrice (Rieti), una Madonna in trono col Bambino e i santi Pietro e Paolo datata 1476, è anche questa attribuita a Pietro Alima. Nella pieve di San Marco a Ponzano di Fermo, l'affresco raffigurante i Santi Giacomo e Tommaso, datato 1478, è riferito al nostro, come anche l'immagine di San Sebastiano nello stesso edificio sacro.